# Precious (Depeche Mode)
Precious is een nummer van de Britse band Depeche Mode uit 2005. Het is de eerste single van hun elfde studioalbum Playing the Angel.
"Precious" werd een grote hit in veel Europese landen. In het Verenigd Koninkrijk haalde het de 4e positie. In het Nederlandse taalgebied was het nummer iets minder succesvol dan in de rest van Europa. In de Nederlandse Top 40 haalde het een bescheiden 24e notering, en in de Vlaamse Ultratop 50 kwam het niet verder dan nummer 26e. Er werd een remix gemaakt door de bekende dj Sasha in samenwerking met de producers van Spooky.

## Tracklist
1. Precious (Album Version) 4:10
2. Precious (Sasha's Spooky Mix) (Single Edit) 5:45